# Zacharias Dase
Johann Martin Zacharias Dase (Amburgo, 23 giugno 1824 – Amburgo, 11 settembre 1861) è stato un matematico tedesco, noto come uno dei più grandi calcolatori prodigio della storia.

## Biografia
Gauss indagò sulle sue capacità constatando la sua straordinaria abilità nel calcolo mentale, e lo raccomandò all'Accademia delle Scienze di Amburgo per consentirgli di lavorare a tempo pieno sulla matematica, ma Dase morì poco dopo.
Per fare alcuni esempi, Dase moltiplicò a mente 79532853 × 93758479 in 54 secondi, e due numeri di 20 cifre in 6 minuti; due numeri di 40 cifre in 40 minuti; e due numeri di 100 cifre in 8 ore e 45 minuti. Gauss commentò che una persona allenata nel calcolo avrebbe potuto calcolare il prodotto di due numeri di 100 cifre in metà tempo usando carta e penna.
Nel 1844, Dase calcolò π fino a 200 cifre decimali, un record per allora, usando la formula di Machin
{\displaystyle {\frac {\pi }{4}}=\arctan {\frac {1}{2}}+\arctan {\frac {1}{5}}+\arctan {\frac {1}{8}}}
Il risultato fu controllato da August Leopold Crelle, che dopo averlo giudicato corretto lo pubblicò nel 1844 sulla rivista matematica Crelle's Journal.
Calcolò anche una tavola logaritmica con 7 decimali, ed estese una tabella di fattorizzazione degli interi da 6.000.000 a 9.000.000.
Ciononostante, Dase aveva delle fortissime lacune in fatto di matematica teorica. Lo stesso matematico danese Julius Petersen cercò di insegnargli alcuni teoremi basilari di Euclide, ma ci rinunciò dopo essersi reso conto che la loro comprensione fosse ben al di là delle sue capacità d'apprendimento.
Nel suo saggio divulgativo, Gödel, Escher, Bach, Douglas Hofstadter riporta a proposito delle straordinarie abilità di calcolo di Dase: